# Municipio de San Miguel el Alto
San Miguel el Alto es uno de los 125 municipios en los que se divide el estado mexicano de Jalisco; Está ubicado en la Región Altos Sur. Su cabecera es la localidad homónima. 
Es conocida por su industria textil y ganadera, su producción de cantera rosa; fue declarado Zona de Monumentos Históricos por el INAH. Es parte de la macrorregión del Bajío Occidente o Centro Occidente de México

## Heráldica
Es un escudo de forma francesa, medio partido y cortado.
Los leones, rampantes por su valor, su fuerza y su nobleza representan las virtudes que caracterizan al pueblo de San Miguel el Alto, que con fuerza y valor extraordinario han vencido un sinfín de adversidades como precio del progreso, logrando colocarse entre los primeros lugares de importancia en el estado de Jalisco. La figura del león también alude a la nobleza de los oriundos de éste municipio y es que el aspecto más importante de San Miguel es precisamente su gente, de ahí que se le haya dado el lugar más honroso del escudo conforme a las reglas de la heráldica, en el cuartel diestro del jefe con esmalte azur.
La medalla del Arcángel San Miguel y el fraile en el cuartel siniestro del jefe con esmalte argén, simbolizan la profunda religiosidad del pueblo de San Miguel; la columna representa la fastuosa arquitectura que lo distingue, es la que se levanta al centro del atrio parroquial donde, en 1625, los franciscanos Antonio de Segovia y Miguel de Bolonia, señalaron como el centro de la fundación de San Miguel; ya que según la “Historia de San Miguel el Alto”, escrita por Medina de la Torre (ilustre sanmiguelense), fueron los franciscanos los fundadores de esta población.
Las siluetas que aparecen en el cuartel de la punta con esmalte oro simbolizan a la ganadería, la agricultura y la industria que son los baluartes de la economía de los habitantes.
De esta manera quedan plasmados los aspectos más importantes de la vida de un pueblo: social, histórico, religiosos y económico.
En la parte superior de la bordura de esmalte sanguíneo se aprecia el nombre de la municipalidad: SAN MIGUEL EL ALTO.
En la punta de la bordura la leyenda en latín: BONA TERRA. BONA GENS, que significa Tierra Buena, Gente Buena.
La corona ducal, el manto de gules y armiño y los lambrequines dorados y en forma de pergamino son elementos decorativos que representan la nobleza y la sabiduría de su población.
El autor del blasón es el señor José Luis Tostado Becerra, quien lo diseñó a mediados de 1989.
El escudo fue aprobado oficialmente el día 26 de octubre de 1989 en sesión solemne de Cabildo.

## Historia

### Historia y población
Los primeros pueblos que habitaron la región fueron las naciones chichimecas, nombre que daban los mexicas a un conjunto de pueblos originarios que habitaban el centro y norte del país.
Las bajas que tuvieron los conquistadores españoles en la región debido a los ataques Chichimecas, los condujeron a contestar con una táctica bélica de etnocidio. Llevaron a los Altos de Jalisco a milicianos rurales castellanos, algunos de ellos de ascendencia francesa, conducidos en la alta Edad Media para repoblar el centro de España. No obstante igualmente los hubo portugueses, italianos y oriundos de Flandes, que con anterioridad habían luchado contra turcos y moros. Estos soldados campesinos se establecieron con patrones de propiedad privada y con una ideología católica, mezclándose con algunos chichimecas que habían quedado.
Poblado precortesiano, se llamó primitivamente Atonayalco que significa: “al otro lado del río”. Perteneció al señorío de los tecuexes; su fundación se remonta al año 1187. El santo patrono del pueblo es San Miguel Arcángel, de donde le viene su nombre, además de pertenecer a la Región Altos Sur.
En 1530 Cristóbal de Oñate conquistó este territorio. A mediados del siglo XVI se repobló con familias procedentes de Nochistlán; en 1542 se mandó la demarcación del sitio en que debía extenderse como pueblo el villorrio de San Miguel del Ojo de Agua, denominación que hubo de cambiar por la de San Miguel de los Alcalanes antes de tomar su nombre actual, ya que en 1571 unos españoles apellidados Alcalá y dueños de La Calma, obtuvieron de los indios la licencia para establecerse en la parte oriental de la capilla levantada por Fray Miguel de Bolonia.
En 1813 las fuerzas realistas, al mando de Pedro C. Negrete y Ángel Linares, llegaron al pueblo y con pretexto de que había muchos insurgentes diezmaron la población.[cita requerida] El primer ayuntamiento tomó posesión el 17 de abril de 1822. En el decreto del 27 de marzo de 1824 ya se menciona a San Miguel el Alto como municipalidad y se dispuso que perteneciera al departamento de San Juan de los Lagos.
En lo eclesiástico fue erigido cabecera de curato en 1832 y dejó de pertenecer a Jalostotitlán. En 1837, San Miguel el Alto es cabecera de partido y pertenece al distrito de Lagos. 
Por decreto número 184, publicado el 26 de junio de 1870, pasó al 11° cantón de Teocaltiche, al formarse éste. En el decreto número 591 del 31 de mayo de 1880, se le concedió al pueblo de San Miguel el Alto el título de villa; y el 25 de agosto de 1970, se publicó el decreto número 8615 el cual elevó a la categoría de ciudad a dicha villa.
En 1925 se produjo el levantamiento en armas por la Guerra Cristera. El 25 de agosto de 1970 se elevó a la categoría de ciudad a San Miguel el Alto, cabecera del municipio del mismo nombre. El 30 de marzo de 2001 el INAH declara a San Miguel el Alto como Zona de Monumentos Históricos, Patrimonio Histórico y Arquitectónico de la Nación.

## Demografía
Población del Municipio de San Miguel el Alto de 1831 a 2010.
- 1831 - 5,328 hab. (Cabecera - 1,221; el resto - 4,107)
- 1832 - 5,667 hab.
- 1839 - 6,735 hab. (Cabecera - 1,168; el resto - 5,567)
- 1886 - 12,810 hab.
- 1895 - 12,554 hab. (Cabecera - 3,019; el resto - 9,535)
- 1926 - 13,744 hab.
- 1980 - 23,053 hab.[14]
- 1990 - 23,598 hab.[15]
- 1995 - 27,237 hab.[16]
- 2000 - 27,666 hab.[17]
- 2005 - 26,971 hab.[18]
- 2010 - 31,166 hab.[19]
- 2015 - 32,960 hab.[20]

## Medio físico

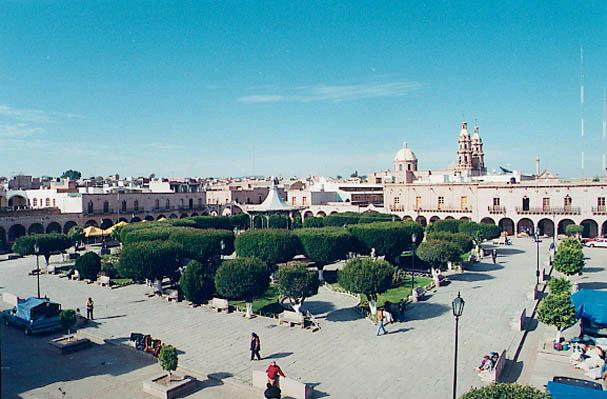
Imagen de San Miguel.

### Situación
El municipio de San Miguel el Alto se localiza al norte del estado, en las coordenadas 21° 07’ 07’’ de latitud norte y 102° 10’ 00’’ al 102° 35’ 00’’ de longitud oeste, a una altura de 1,844 metros sobre el nivel del mar.

### Localización en el Bajío Occidental

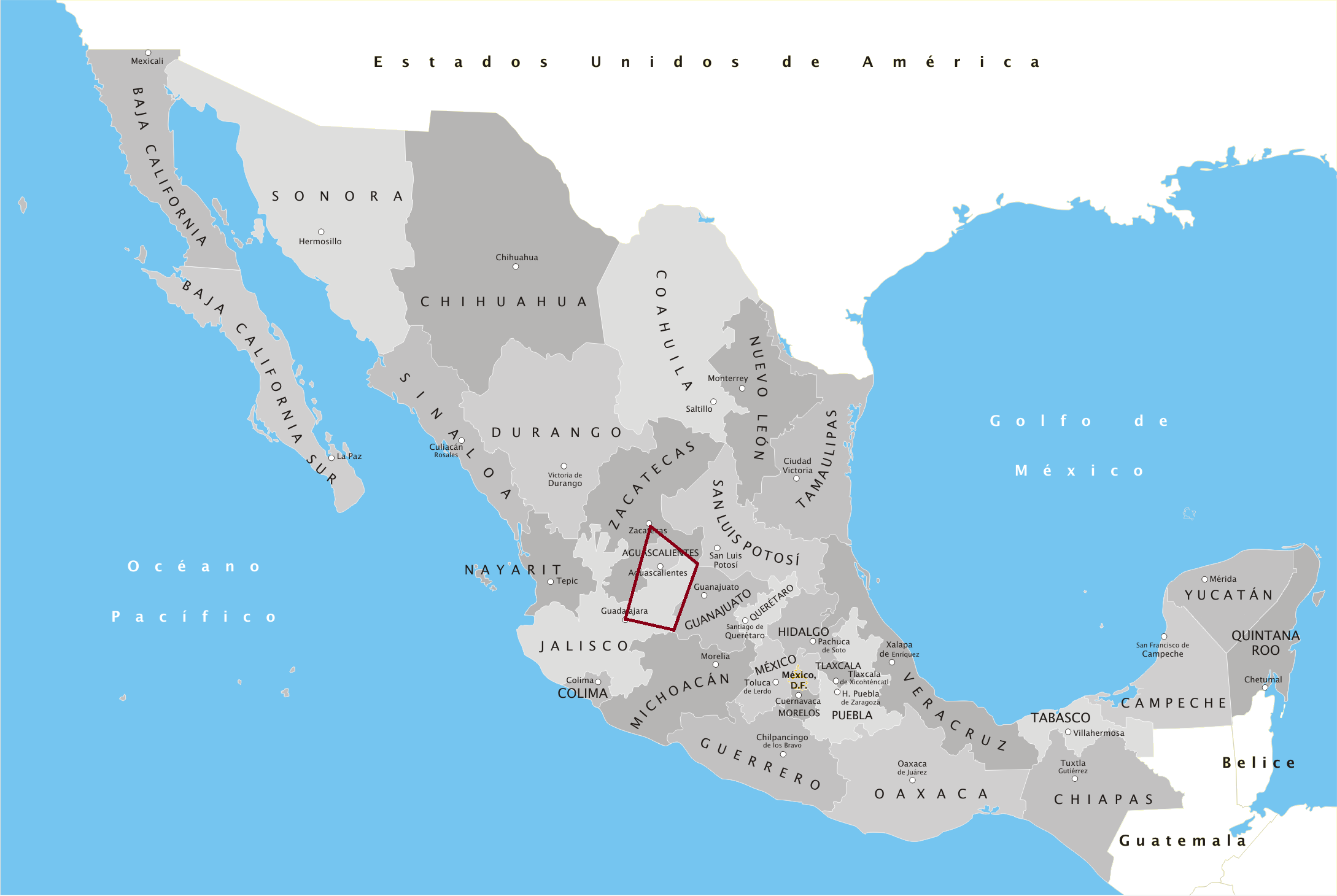
Ubicación aproximada del Bajío Occidental.

El Bajío Occidental es una subregión del Bajío Mexicano que alberga las tierras al norte y occidente de dicho territorio. Incluye partes del estado de Aguascalientes, Zacatecas, los Altos de Jalisco y llega en su extremo oeste a la ciudad de Guadalajara. El crecimiento económico de la región es comparado al de las potencias asiáticas.

### Delimitación
Limita al norte con los municipio de Jalostotitlán y San Juan de los Lagos, al sur con el municipio de Arandas, al oriente con los municipios de San Juan de los Lagos y San Julián, al poniente con los municipios de Tepatitlán y Valle de Guadalupe.
| Noroeste: Valle de Guadalupe y Jalostotitlán      | Norte: Jalostotitlán y San Juan de los Lagos | Noreste: San Juan de los Lagos y San Julián |
| Oeste: Valle de Guadalupe y Tepatitlán de Morelos |                                              | Este: San Julián                            |
| Suroeste Capilla de Guadalupe                     | Sur: San Ignacio Cerro Gordo y Arandas       | Sureste: Arandas                            |

### Delegaciones
El municipio se compone de la cabecera municipal, numerosas rancherías y algunas delegaciones, de las cuales las más pobladas son:
- Santa María del Valle (la cual comparte con el municipio de Arandas)
- Mirandillas
- San José de los Reynoso
- Belén

### Cabecera municipal
La cabecera municipal de San Miguel el Alto es una pequeña ciudad conformada por las siguientes colonias y fraccionamientos:

#### Colonias
- Centro
- Agua Caliente
- Cantería
- Olas Altas
- Tinajita
- Lindavista (La Taconera)
- Sagrada Familia
- El Bajío
- Morelos
- Piedras Negras (San Ángel)

#### Fraccionamientos
- Del Carmen
- La Fortuna
- Hacienda San José
- Los Prados
- Magueyes (INFONAVIT)
- Cumbres del Sol
- Coto Real San Miguel
- Bajío

### Túneles
Existen varios pasajes subterráneos cuya construcción data de los movimientos independista y revolucionario. Fueron utilizados por hacendados y gobernantes como vías para huir en caso de conflictos armados. Tal ejemplo fue la Revolución Cristera.

## Datos físicos

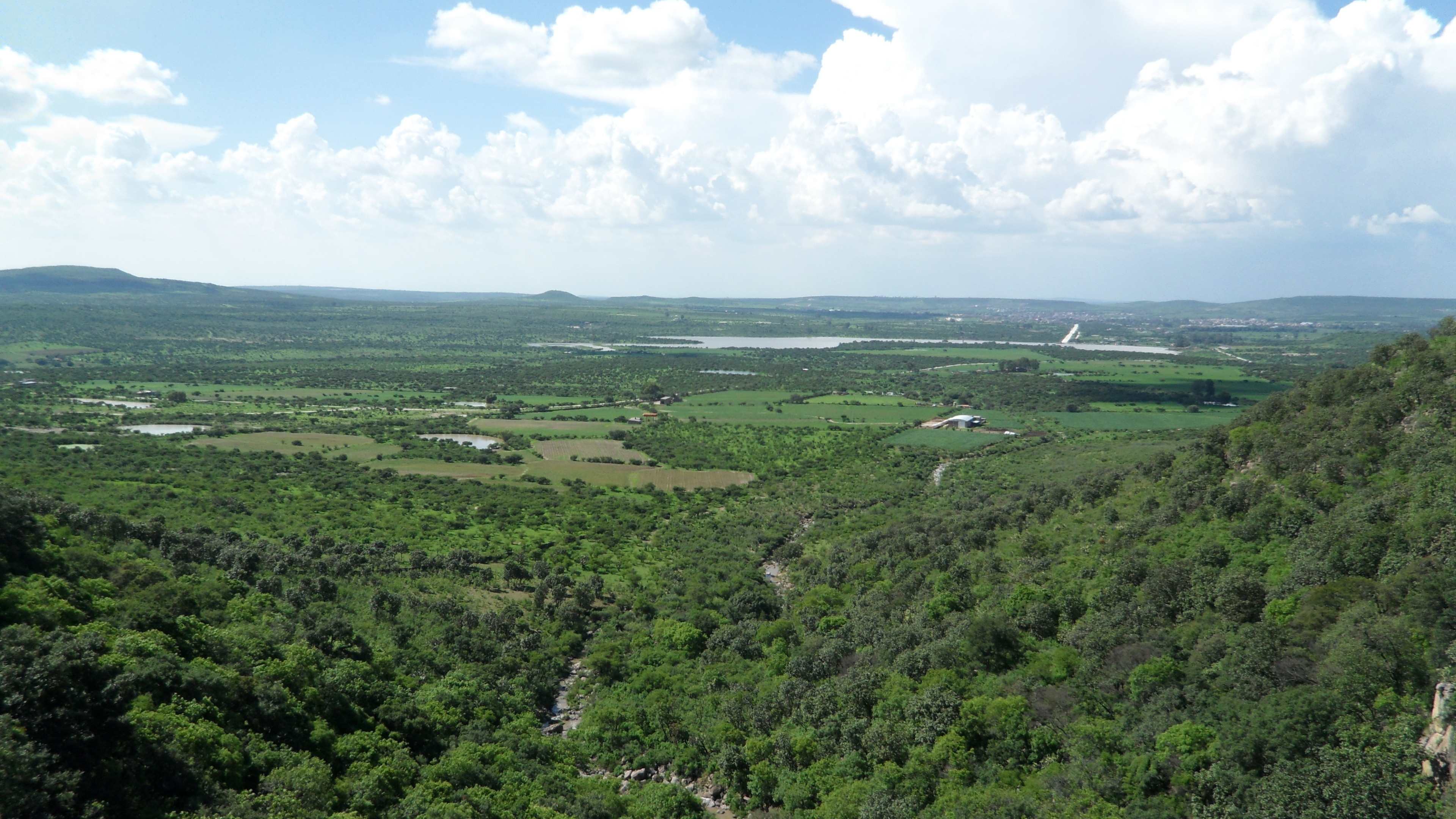
El "Valle de San Miguel el Alto", Panorama desde el salto del gavilán, al Sur de la ciudad se puede distinguir el cerro de cristo rey al fondo y la presa San Miguel, además de la ciudad en la esquina superior derecha.

### Valles
- Valle de "San Miguel el Alto" - 2,260 km²

### Clima
| Parámetros climáticos promedio de San Miguel el Alto                                                              | Parámetros climáticos promedio de San Miguel el Alto | Parámetros climáticos promedio de San Miguel el Alto | Parámetros climáticos promedio de San Miguel el Alto | Parámetros climáticos promedio de San Miguel el Alto | Parámetros climáticos promedio de San Miguel el Alto | Parámetros climáticos promedio de San Miguel el Alto | Parámetros climáticos promedio de San Miguel el Alto | Parámetros climáticos promedio de San Miguel el Alto | Parámetros climáticos promedio de San Miguel el Alto | Parámetros climáticos promedio de San Miguel el Alto | Parámetros climáticos promedio de San Miguel el Alto | Parámetros climáticos promedio de San Miguel el Alto | Parámetros climáticos promedio de San Miguel el Alto |
| Mes | Ene.                                                 | Feb.                                                 | Mar.                                                 | Abr.                                                 | May.                                                 | Jun.                                                 | Jul.                                                 | Ago.                                                 | Sep.                                                 | Oct.                                                 | Nov.                                                 | Dic.                                                 | Anual                                                |
| --- | ---------------------------------------------------- | ---------------------------------------------------- | ---------------------------------------------------- | ---------------------------------------------------- | ---------------------------------------------------- | ---------------------------------------------------- | ---------------------------------------------------- | ---------------------------------------------------- | ---------------------------------------------------- | ---------------------------------------------------- | ---------------------------------------------------- | ---------------------------------------------------- | ---------------------------------------------------- |
| Temp. máx. media (°C)                                                                                             | 23.8                                                 | 25.4                                                 | 27.8                                                 | 29.6                                                 | 31.3                                                 | 29.4                                                 | 26.0                                                 | 26.1                                                 | 26.0                                                 | 26.2                                                 | 25.2                                                 | 23.0                                                 | 26.7                                                 |
| Temp. mín. media (°C)                                                                                             | 2.7                                                  | 3.8                                                  | 6.0                                                  | 8.7                                                  | 11.9                                                 | 13.9                                                 | 13.5                                                 | 12.9                                                 | 12.2                                                 | 9.0                                                  | 5.1                                                  | 3.4                                                  | 8.6                                                  |
| Precipitación total (mm)                                                                                          | 9.7                                                  | 3.9                                                  | 2.1                                                  | 6.8                                                  | 22.7                                                 | 125.5                                                | 210.8                                                | 155.5                                                | 114.1                                                | 47.3                                                 | 8.8                                                  | 8.8                                                  | 716.0                                                |
| Fuente: SERVICIO METEOROLÓGICO NACIONAL, San Miguel el Alto, Jalisco, México, Normales Climatológicas 1971 - 2000 |                                                      |                                                      |                                                      |                                                      |                                                      |                                                      |                                                      |                                                      |                                                      |                                                      |                                                      |                                                      |                                                      |

### Suelos
La mayor parte del suelo tiene un uso agrícola y pecuario. La tenencia de la tierra en su mayoría corresponde a la propiedad privada.

## Demografía

### Localidades
En el censo de 2020 el municipio de San Miguel el Alto contaba con 155 localidades.
| Código INEGI      | Localidad               | Población (2020) |
| ----------------- | ----------------------- | ---------------- |
| 140780001         | San Miguel el Alto      | 25 925           |
| 140780182         | San José de los Reynoso | 1 080            |
| Otras localidades | Otras localidades       | 4 960            |
| Total municipal   | Total municipal         | 31 965           |

## Situación política
Desde 1995 dejó de gobernar el PRI, siendo el primer presidente del Partido de oposición PAN el C. José Luis Jiménez Martín. 
En el siguiente trienio triunfó el PAN con el C. Víctor Manuel Quiroz Reynoso en 1998. 
Para el 2000 volvió al mando del municipio el C José Luis Jiménez Martín, el cual entregó la presidencia al C. Agustín Hurtado Gutiérrez por el Partido Verde Ecologista de México. 
El 2 de julio de 2006 triunfa de nuevo el PAN con el C. Édgar Napoleón González Anaya el cual terminó su administración el 31 de diciembre de 2009 
El 5 de julio de 2009 recuperó el poder el PRI con el C. Miguel Hernández, quien entró en funciones el 1 de enero de 2010. 
De 2012 al 2015 gobernó José Eduardo de Alba Anaya 
De 2015 al 2018 gobernó Gabriel Márquez Martínez 
Desde 2018 gobierna Alonso de Jesús Vázquez Jiménez. 
Desde 2021 gobierna Luis Alfonso Navarro.[Archivo:Logo Partido Movimiento Ciudadano (México).svg|23px]

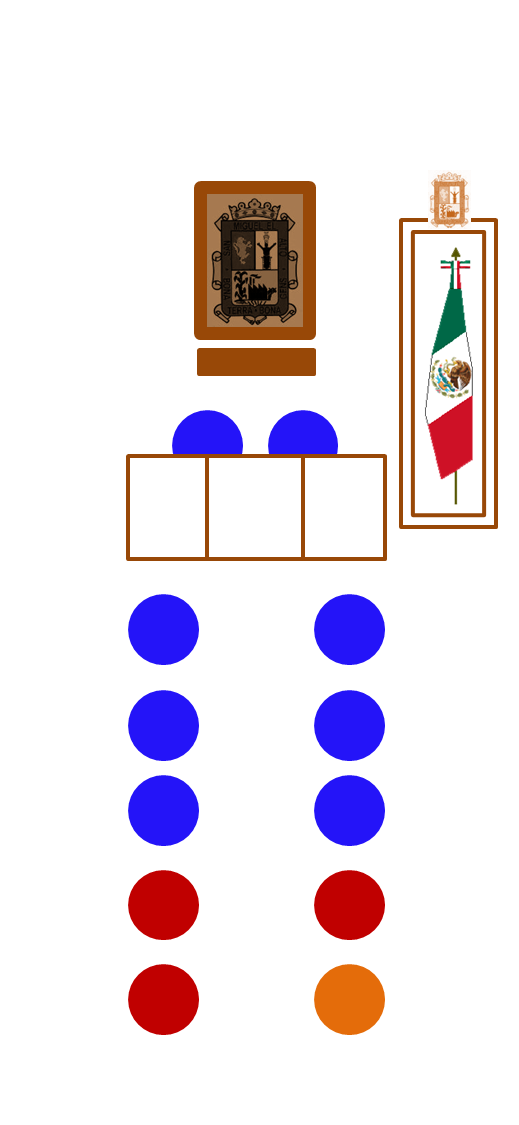

## Religión
En materia religiosa, la población es eminentemente católica, aunque tienen una minoría de Testigos de Jehová.[cita requerida]

## Salud

IMSS

DIF

La atención a la salud es prestada en el municipio por la Secretaría de Salud del gobierno estatal, el Instituto Mexicano del Seguro Social (IMSS), el Instituto de Seguridad y Servicios Sociales de los Trabajadores del Estado (ISSSTE) y algunas clínicas y hospitales particulares.
El renglón de bienestar social es atendido por el Sistema para el Desarrollo Integral de la Familia (DIF), a través del Comité Municipal.

## Abasto
El abasto es cubierto por 185 tiendas de abarrotes que venden alimentos y bebidas, y 30 carnicerías.
En la cabecera municipal existe 1 mercado público de 40 locales, 1 rastro municipal, 1 rastro particular y 2 tianguis semanales, lo que convierte a esta población en abastecedora de localidades más pequeñas.

## Deporte
En lo que respecta al deporte, el municipio cuenta para su práctica con plaza cívica, parques, jardines, y centros deportivos, que tienen en su conjunto instalaciones adecuadas para la práctica de diversos deportes: fútbol, basquetbol, voleibol, atletismo, skateboarding y juegos infantiles.
En el Salto del Gavilán se pueden realizar deportes como el rapel y ciclismo de montaña, además que en la presa se suelen realizar actividades como atletismo y Motocross a sus alrededores; también en el cerro de cristo rey se suele realizar atletismo.
También se realizan eventos como:
- La "Ruta Cris†era":

Famosa carrera de ciclismo en ruta que se realiza cada año a mediados de septiembre en donde asisten ciclistas de diferentes partes de la república mexicana.
- La "carrera pedestre U de G":

Carrera de atletismo de 4 km por las calles de la ciudad.

### Unidades deportivas
- Polideportivo "Paulita Moreno", con Auditorio Municipal-Pabellón de baloncesto, cancha de Futbol y atletismo con gradería, zonas para gimnasia en anillas y barras paralelas, para salto de longitud, juegos infantiles, canchas de voleibol, baloncesto, frontón, Showbol.
- Campo de Béisbol "Miguel Montero"
- Parque polideportivo "Santa Bárbara", con Estadio de Futbol y Atletismo con Pista de Tartan de 8 carriles y zonas para salto con garrocha y salto de longitud; canchas de showbol, tenis, voleibol y baloncesto, circuito para ciclismo de montaña (inconcluso).

Unidad San Miguel
Unidad Feria
Unidad San José de los Reynoso
Unidad Santa María Del Valle
Campo beis bol Depósito

## Infraestructura

### Vivienda
La tenencia de la vivienda es fundamentalmente privada. Cuenta una gran parte de las mismas con el servicio de energía eléctrica y en menor proporción con agua entubada y drenaje. El tipo de construcción es sobre la base de losa de concreto, bóveda de ladrillo o teja en los techos, y, tabique, block o adobe en los muros.

### Servicios públicos
El municipio ofrece a sus habitantes los servicios de agua potable, alcantarillado, alumbrado público, mercados, rastros, estacionamientos, cementerios, vialidad, aseo público, seguridad pública, tránsito, parques, jardines y centros deportivos, teatro, casa de la cultura, biblioteca, plaza de toros, lienzo charro y centros recreativos
En lo que concierne a servicios básicos el 89.2% de los habitantes disponen de agua potable; en alcantarillado la cobertura es del 86.7% y en el servicio de energía eléctrica el 91.9%.

### Vías de comunicación

#### Terrestre
La transportación terrestre se realiza a través de las carretera estatal 304 "San Miguel el Alto - Jalostotitlán" que cruza la autopista federal 080 D de Cuota "Guadalajara - Lagos de Moreno", la carretera estatal 304 "San Miguel el Alto - San Julián" que cruza la carretera estatal 307 "Atotonilco el Alto - San Juan de los Lagos", la carretera estatal 311 "San Miguel el Alto - Valle de Guadalupe" que cruza la autopista federal 080 D de Cuota "Guadalajara - Lagos de Moreno" y la cual entra a la carretera federal 080 "Guadalajara - San Luis Potosí".
Cuenta con una red de caminos revestidos de terracería y rurales que comunican las localidades. La transportación foránea se lleva a cabo en autobuses directos y de paso, a través de la Estación de autobuses de San Miguel el Alto. La transportación urbana y rural se efectúa en vehículos de alquiler, minibuses y particulares.

#### Aérea
La transportación aérea se realiza a través del Helipuerto de San Miguel el Alto que se inauguró el 28 de febrero de 2012.[cita requerida]

#### Telecomunicaciones
La ciudad cuenta con correo postal, telégrafo, dos compañías de telefonía fija, señal de todas las compañías de telefonía celular, Internet (a través de varias compañías, además de internet inalámbrico gratuito en la plaza de armas), televisión abierta, por cable y satelital.
Si bien en el municiìo no existe ninguna estación de radio, si se alcanzan a recibir las señales de un gran número de emisoras ubicadas en ciudades vecinas como Aguascalientes, León, Guadalajara, Tepatitlán, entre otras.
Ubicada en la colonia Morelos existe una estación repetidora de televisión la cual retransmite los canales 2 y 5 de Televisa de manera libre y gratuita para todo el municipio, sin embargo debido a la poca cantidad de canales disponibles, la mayoría de los hogares cuenta con algún servicio de televisión de paga. 
Aún no hay señal de Televisión Digital Terrestre (TDT) en el municipio.

## Economía
De los cultivos locales destacan el maíz, frijol, alfalfa y sorgo.
San Miguel el Alto es conocido como potencia ganadera nacional, más por su fuerte producción de lácteos. Se cría ganado bovino de carne, leche y para trabajo, porcino, equino, ovino y aves de carne y postura. como gallinas, pavos(coconos), faisanes, gansos, pavo reales, entre otros.
La principal rama de la industria es la manufacturera. Empresas Internacionales como Atlética, Undoskin, Loren's Punto Fino, La Providencia, entre otras; tienen sede en este poblado.
Se explota el roble, encino, sauce, eucalipto y mezquite.

### Turismo

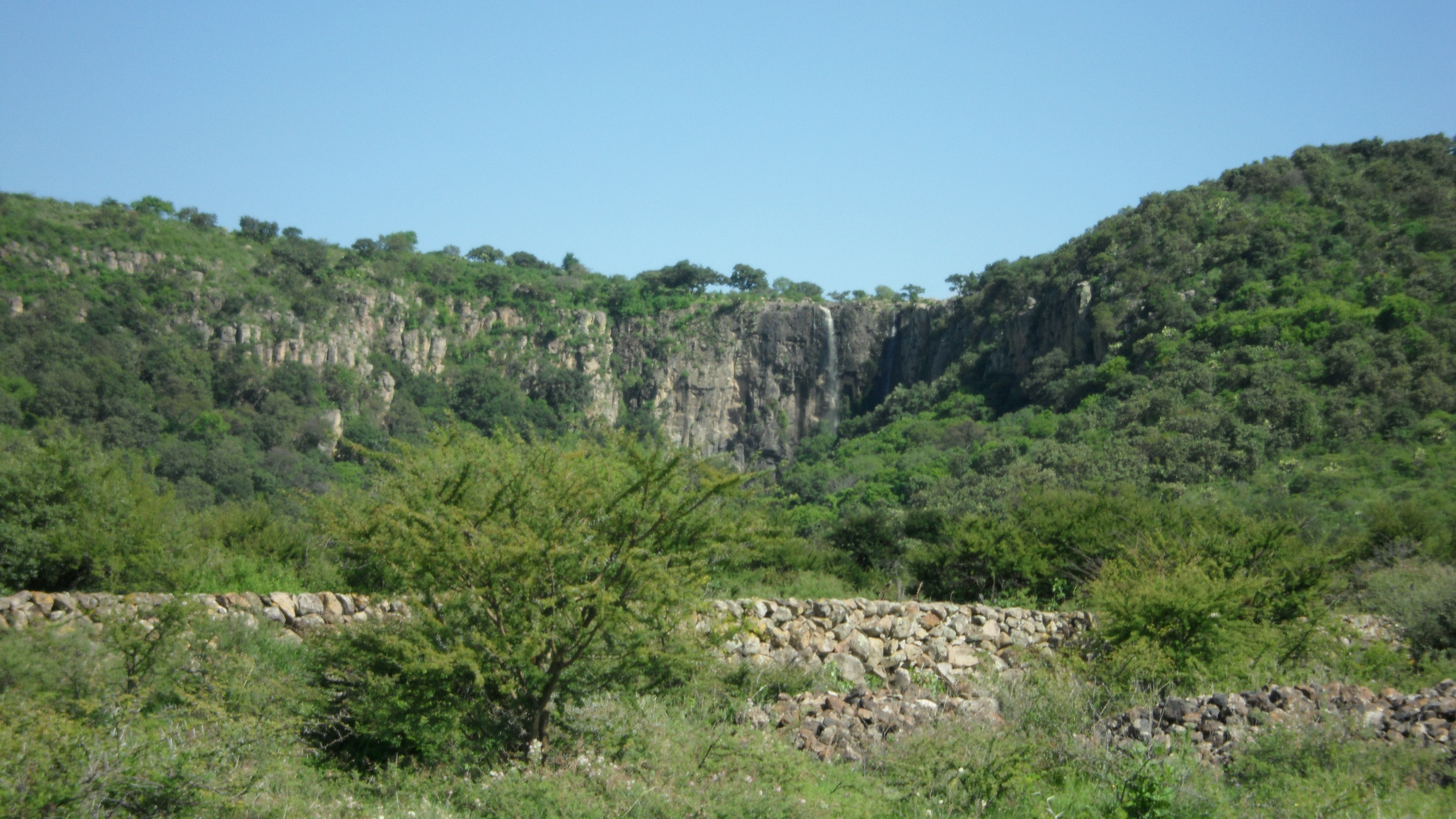
Salto del Gavilán, al sur de la ciudad.

#### Atractivos naturales

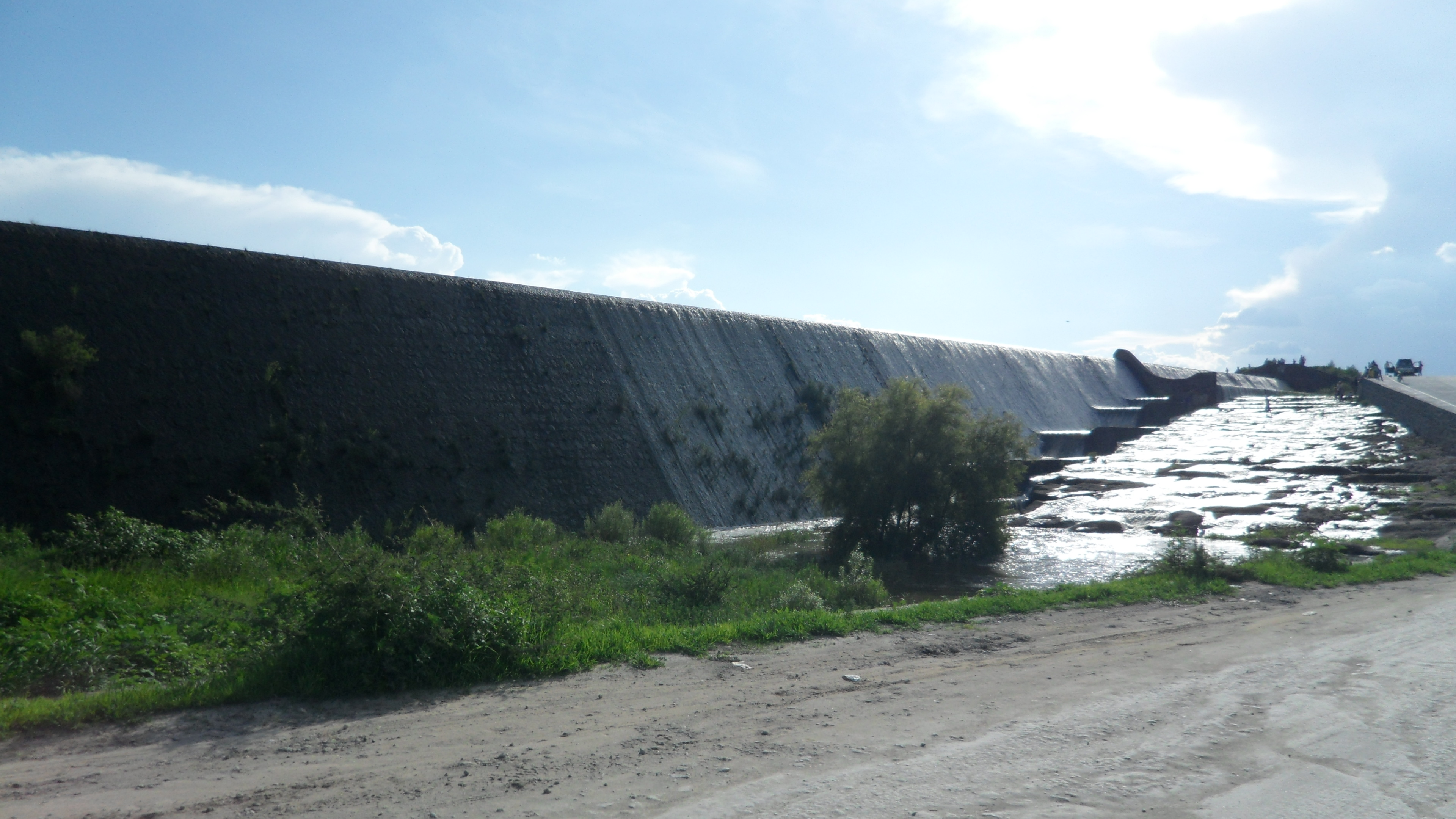
Presa San Miguel, muy importante para el riego de los cultivos, es alimentada por el Salto del Gavilán y esta origina el río San Miguel.

San Miguel el Alto Cuenta con atractivos naturales como los paisajes de La Mesa, El Cerro de Cristo Rey y El Cerro del Caracol, otros sitios de interés son las ruinas del rancho del Pochotl, el Salto del Gavilán y la Presa San Miguel.

### Minería

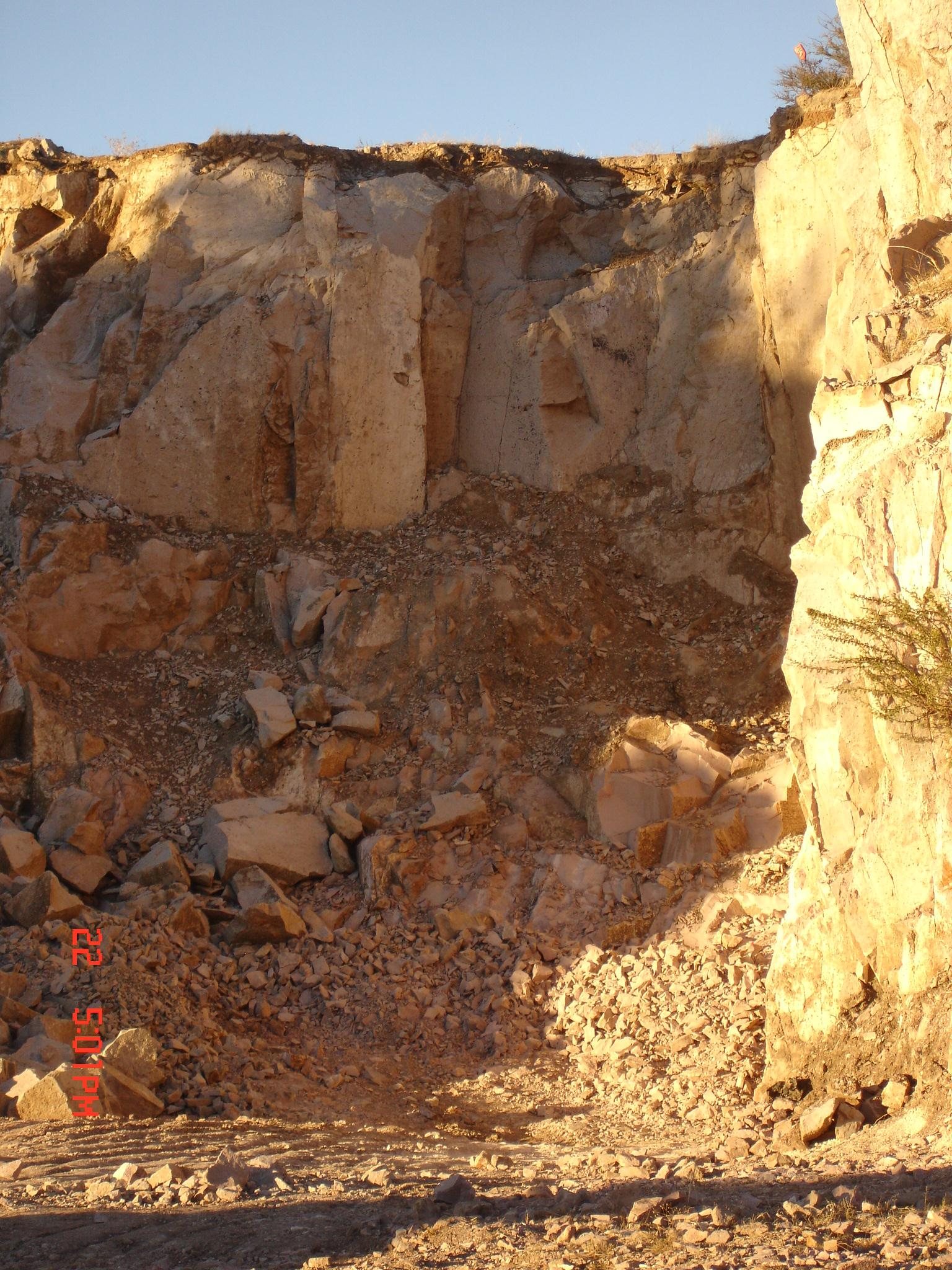
Mina de cantera.

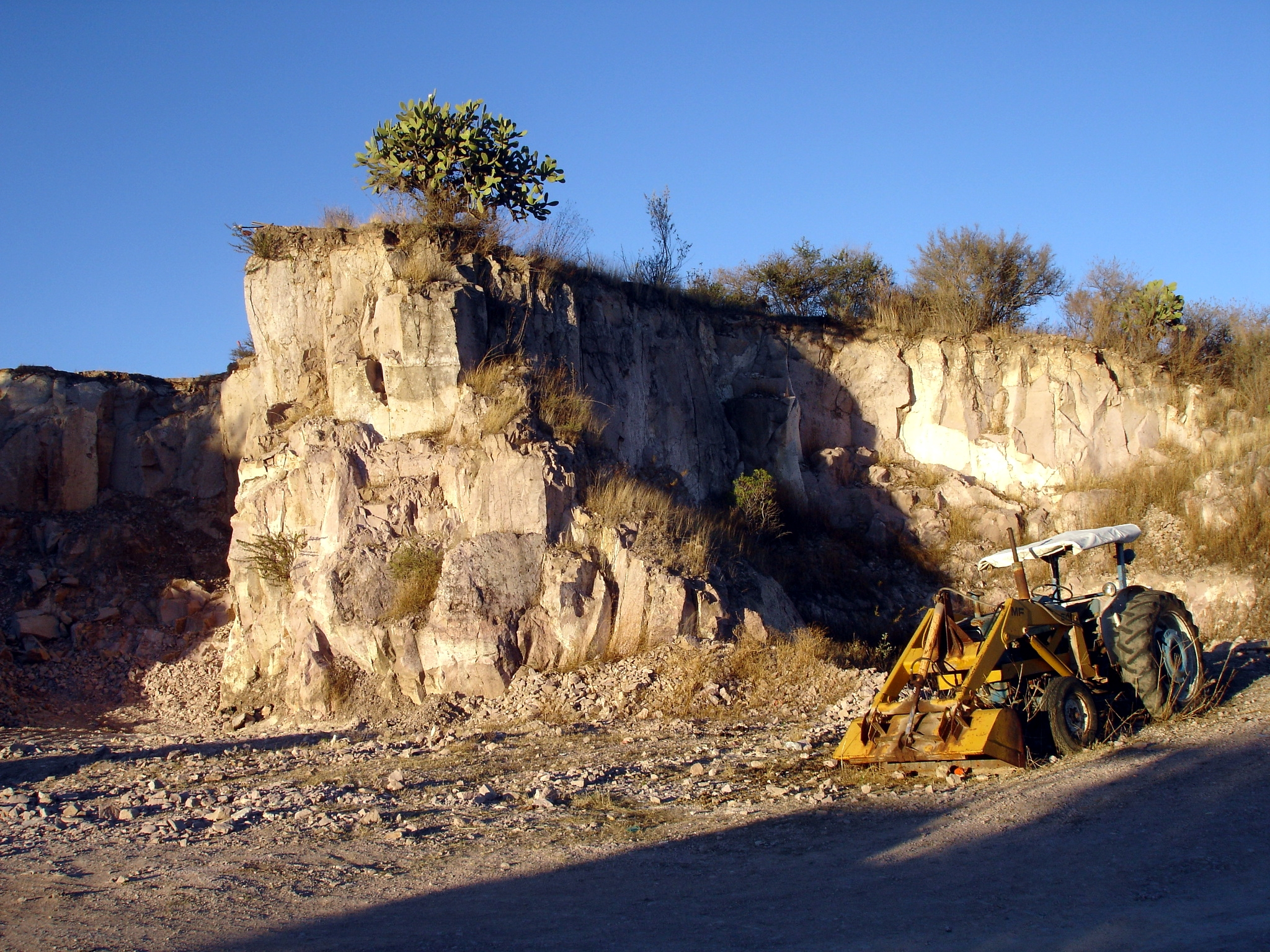
Mina de cantera.

Los minerales metálicos están representados por un yacimiento de manganeso y los minerales no metálicos por abundantes bancos de cantera.

### Pesca

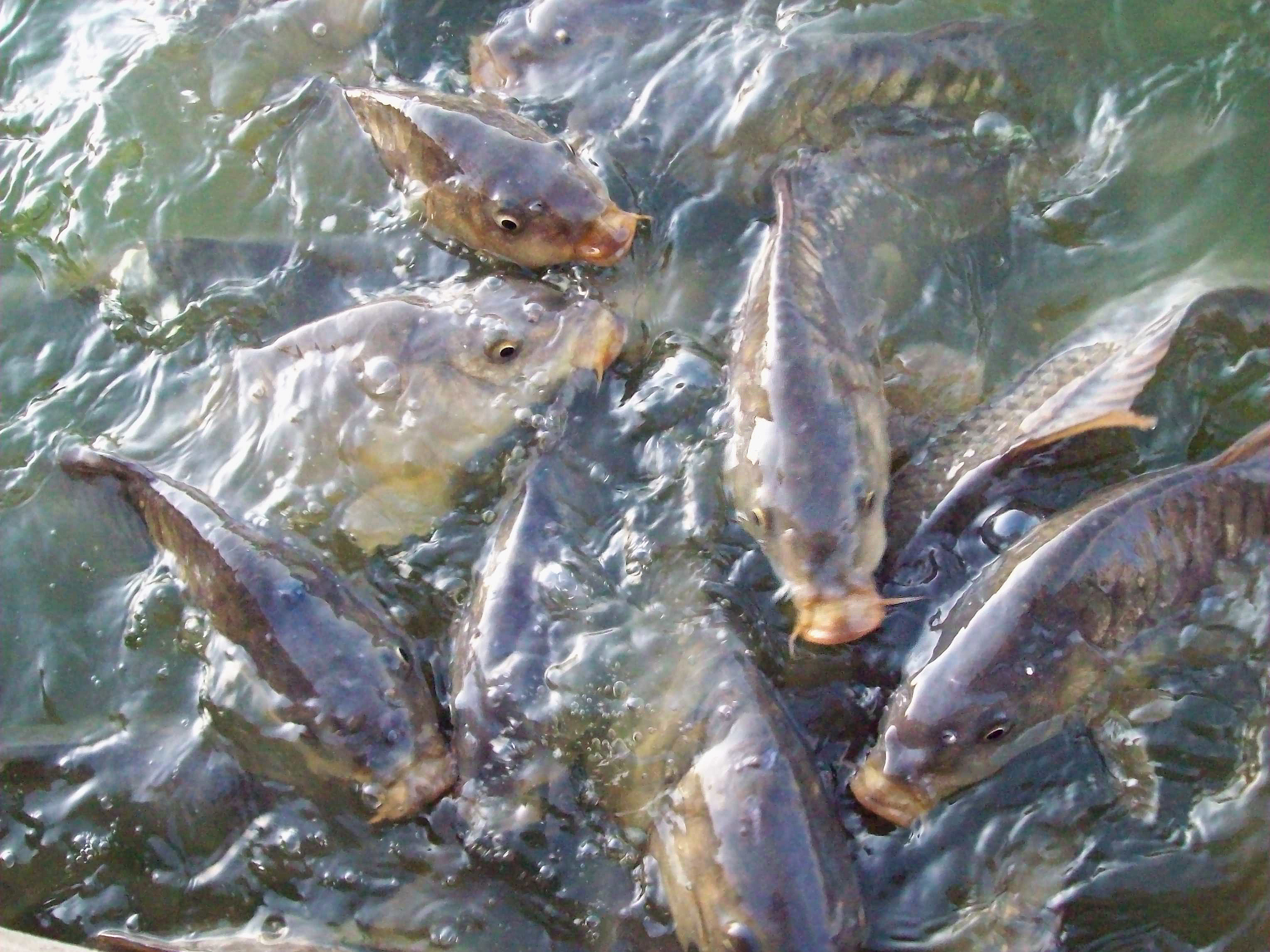
Se pescan carpas en el municipio, principalmente en la presa "San Miguel".

Se pueden capturar especies como carpa y bagre.

## Patrimonio

### Parroquia de San Miguel Arcángel

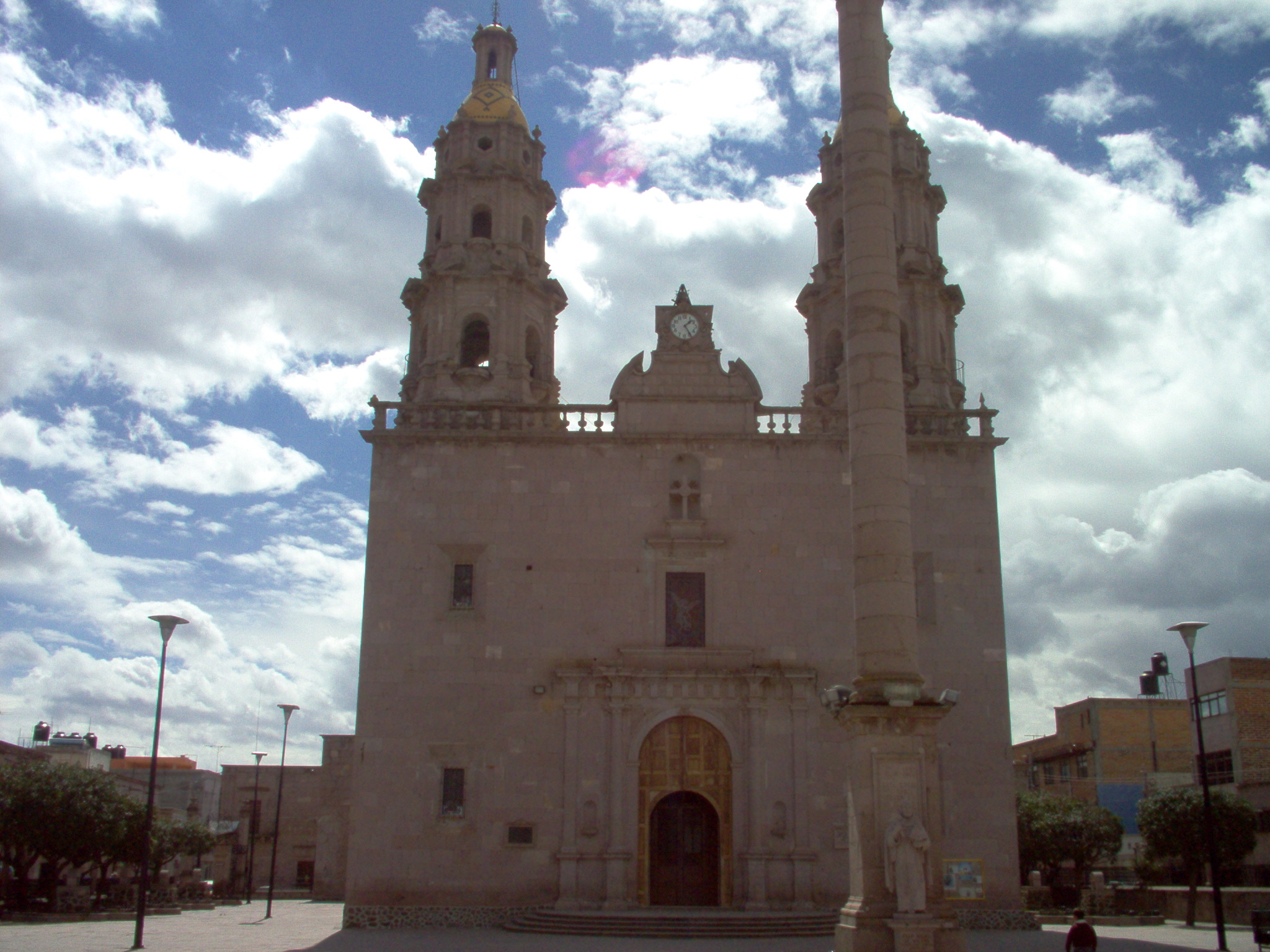
Templo de San Miguel Arcángel.

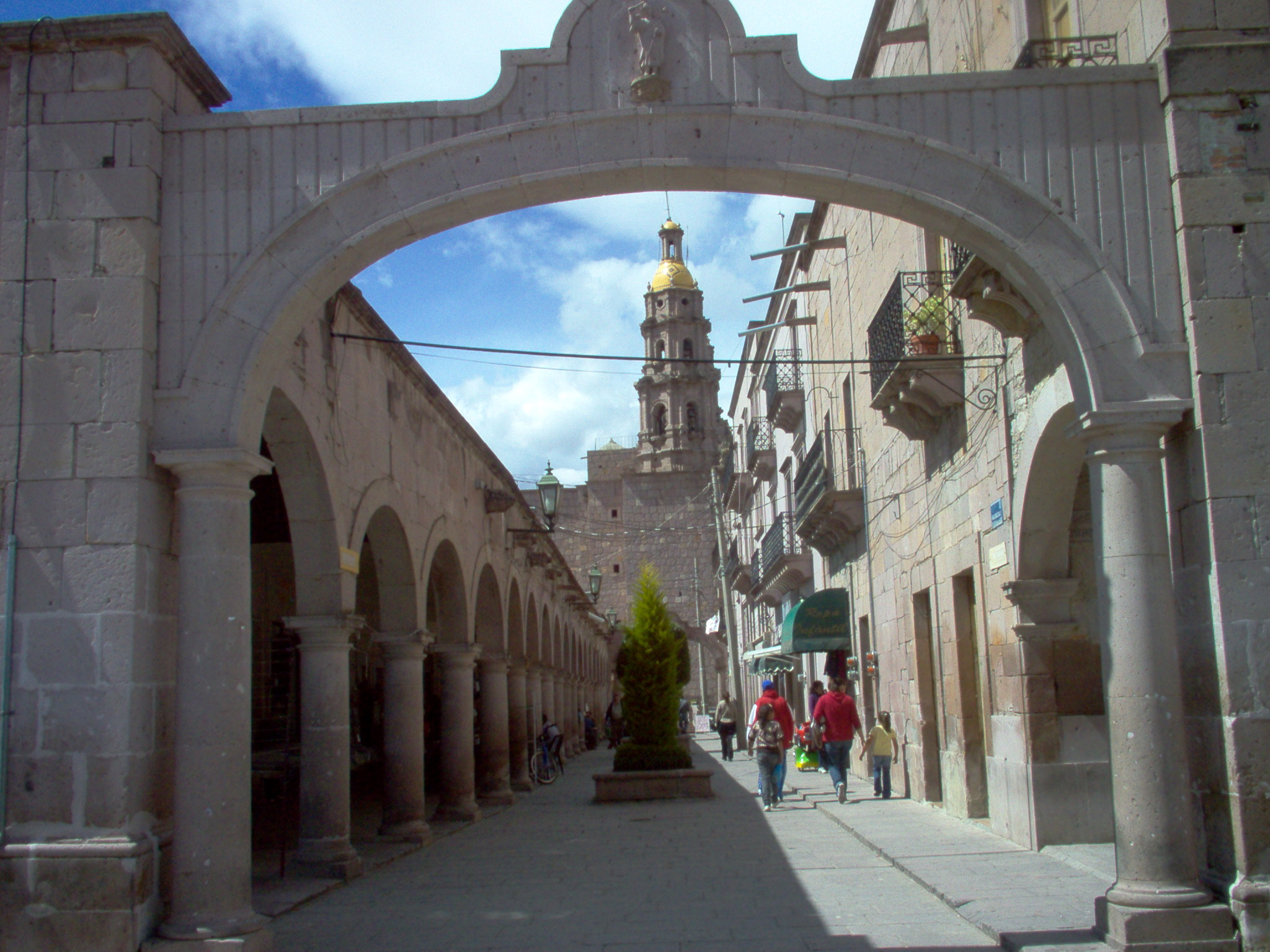
Portal que conecta la Plaza de Armas de San Miguel el Alto con la Parroquia.

Templo en el centro de la ciudad, es el templo principal de la ciudad. Se empezó a construir en 1831. Tiene forma de cruz latina y una elegante cúpula, el frente es sencillo, cubierto por cantera rosa, con 2 majestuosas torres gemelas hexagonales de orden compuesto.

### Santuario de la Purísima e Inmaculada Concepción de María

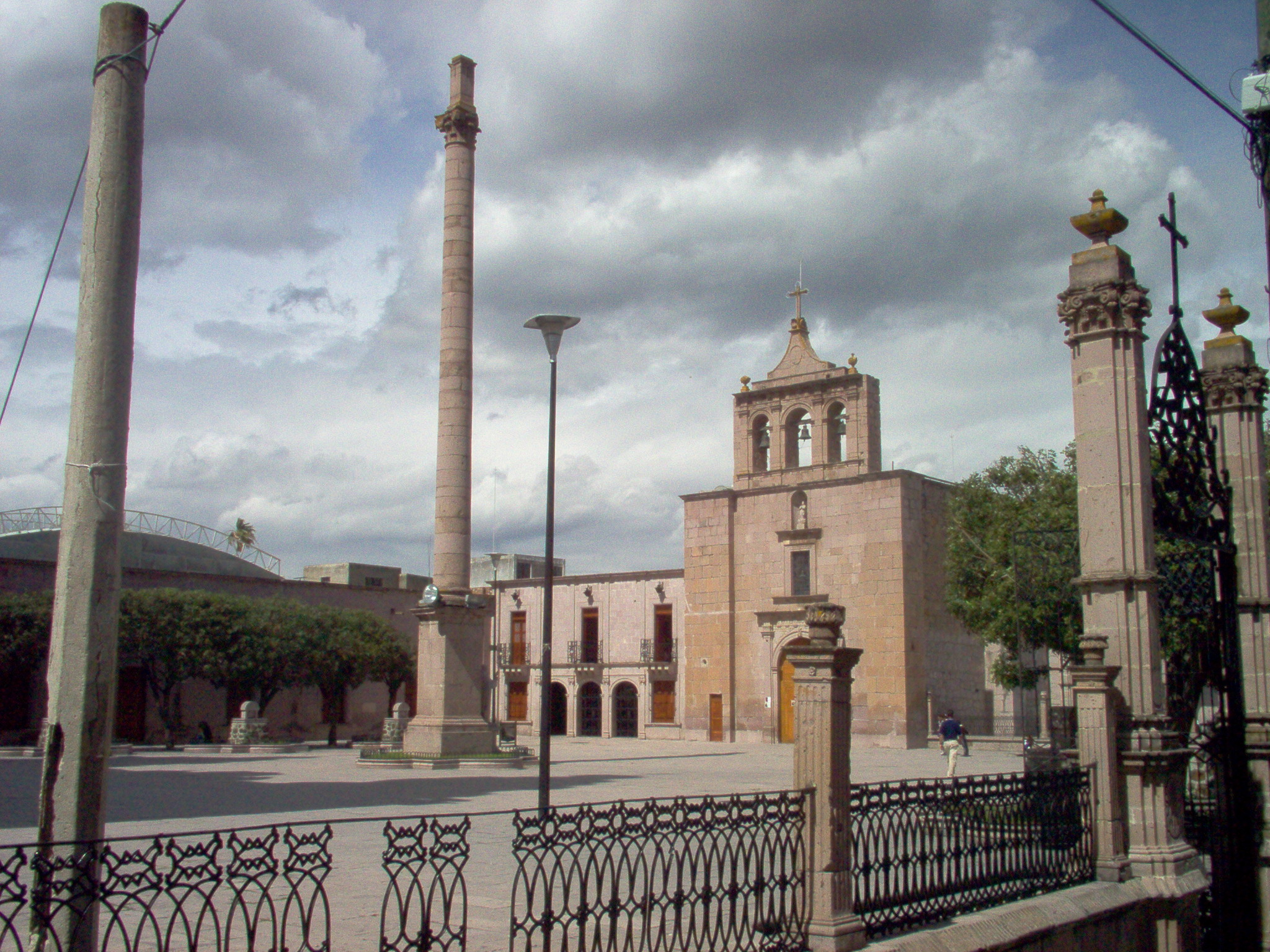
Templo de la purísima en la parroquia con la columna de 21.50 metros

Un templo pequeño en el centro de la ciudad cubierto por cantera rosa, antiguo templo principal, ricamente ardonado en su interior por estucos de yeso en filigrana adosados al muro.

### Columna
Columna de 21.50 metros colocada en el centro del atrio, entre el templo de la Purísima y el de San Miguel Arcángel.
Antiguamente en su cima existía una estatua de San Miguel Arcángel, pero con los tiroteos de la Guerra Cristera, desgraciadamente cayó, representa el lugar en donde se fundó la ciudad, reemplazando a un antiguo monolito, y en su lado norte se encuentra una estatua del fundador de San Miguel el Alto.

### Iglesia de la Virgen de Guadalupe
Templo al norte de la ciudad, con una elegante cúpula de orden compuesto sostenida por columnas de cantera rosa y hermosos vitrales con imágenes religiosas entre estos, tiene un atrio alto con acceso por escalinatas con pasamanos de cantera rosa. Bajo el atrio y el templo hay catacumbas y nichos en donde entre ellas se encuentran los restos de Victoriano Ramírez "el catorce".

### El cerro de Cristo Rey

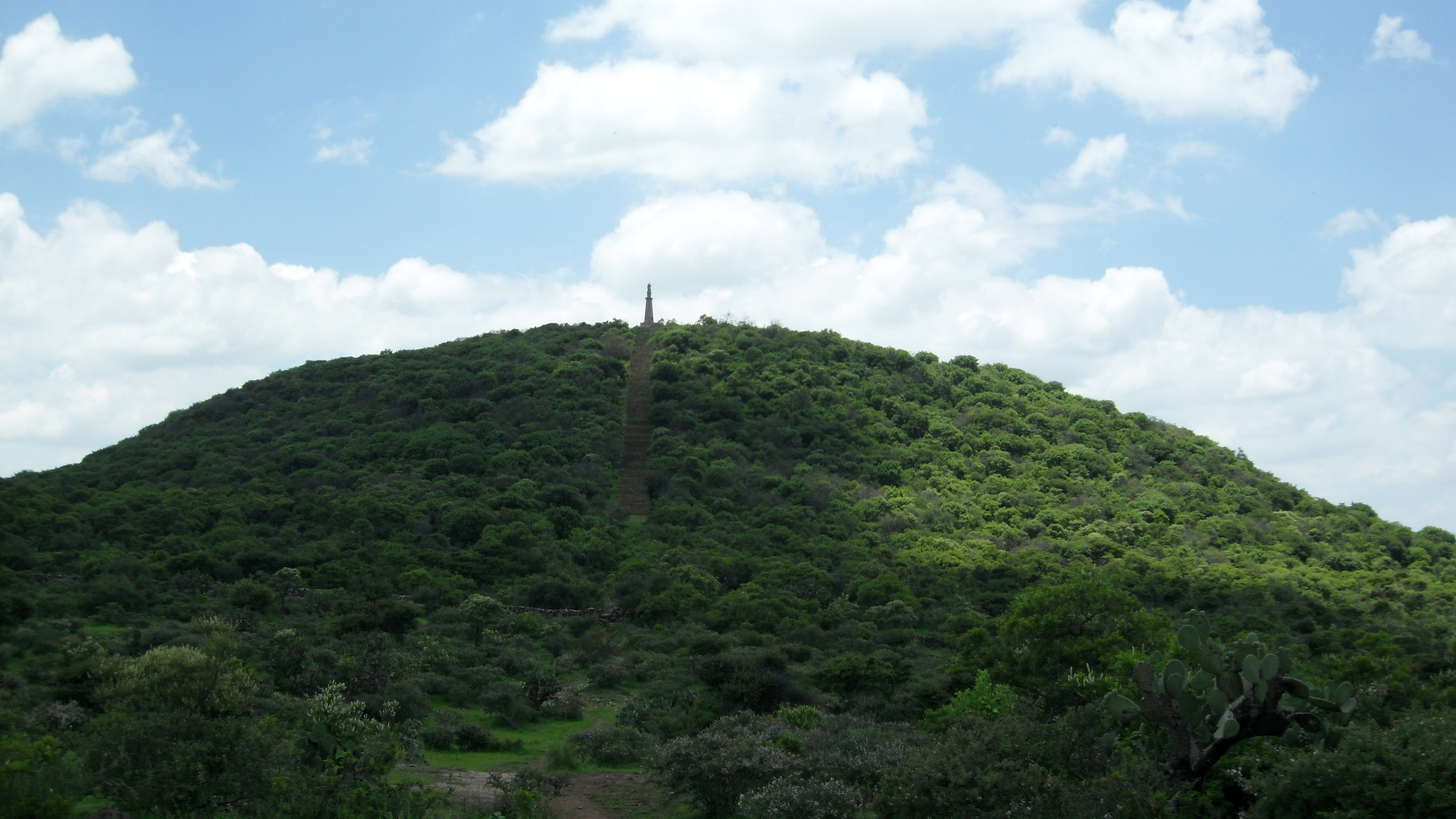
Cerro de Cristo Rey

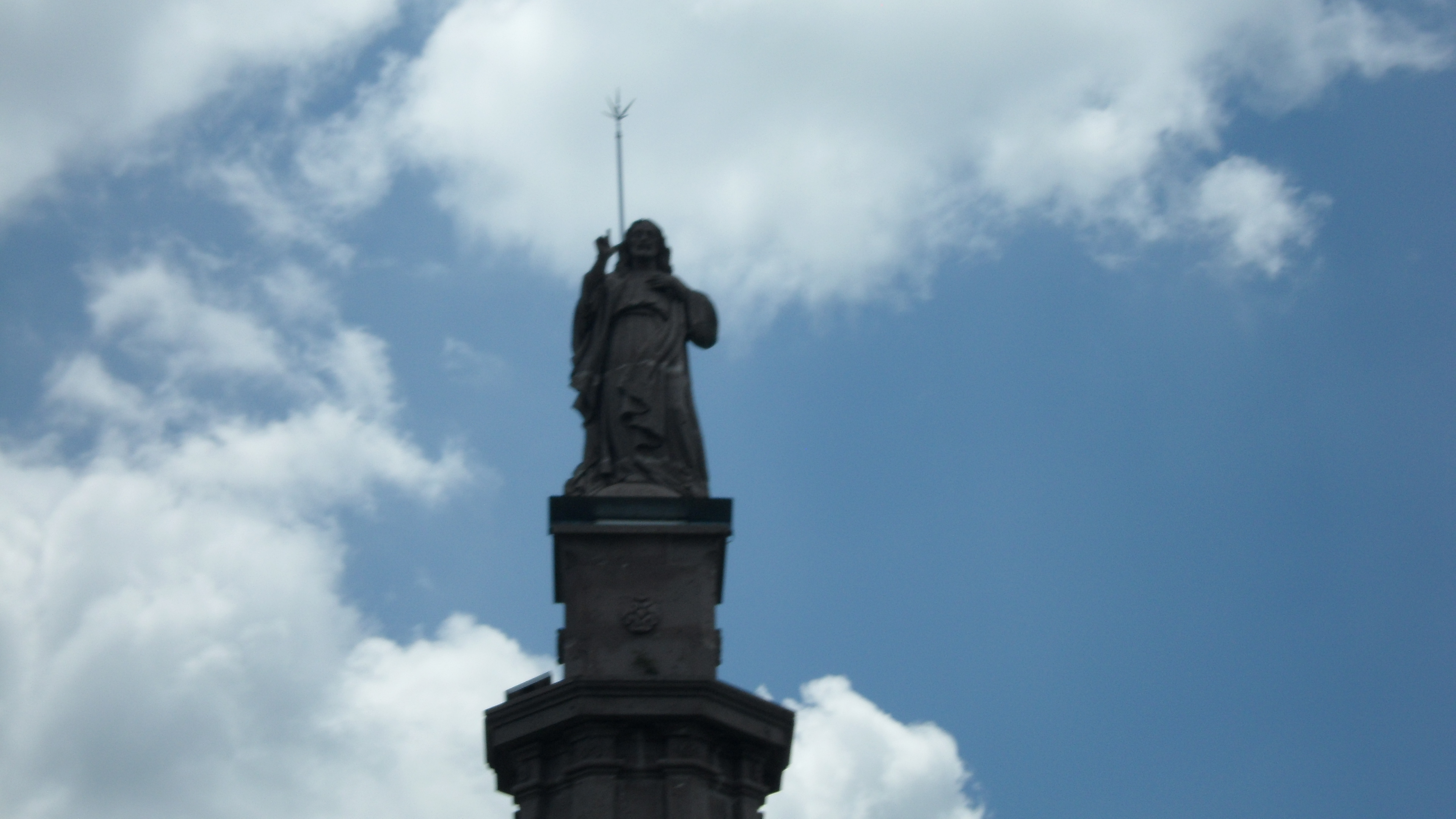
Monumento en la cima del Cerro de Cristo Rey

En este cerro al oeste de la ciudad se encuentra un monumento que hace honor al movimiento cristero, una estatua de Cristo Rey. Como acceso principal hay una larga escalinata desde la base hasta el monumento en la cima. Tras diferentes estudios se tiene la teoría de la existencia de una pirámide en el interior del cerro.[cita requerida]

### Parroquia del Señor San José
Templo al suroeste de la ciudad cubierto de cantera rosa, en ella se puede admirar una torre de campanario y una cúpula en la parte trasera del templo. El 23 de junio del 2011 se le elevó al título de cuasiparroquia.

### Parroquia del Señor de la Misericordia
Templo al sureste de la ciudad cubierto por cantera rosa, está consagrado al Señor de la Misericordia en el interior se admira un gran espacio con 2 filas de columnas hechas de cantera rosa. El 16 de junio del 2011 fue elevada al título de Cuasiparroquia.

### Parroquia de la Sagrada Familia
Templo al este de la ciudad, el más grande de la ciudad, en él se admiran de frente 4 torres hermosas pequeñas, en el 2013 se le elevó al título de cuasiparroquia y el 28 de diciembre de 2014 se erige como Parroquia por manos del Sr. Obispo Felipe Salazar Villagrana nombrando como primer párroco al Presbítero Genaro Gutiérrez López.

### Plaza de Armas "Ramón Corona"

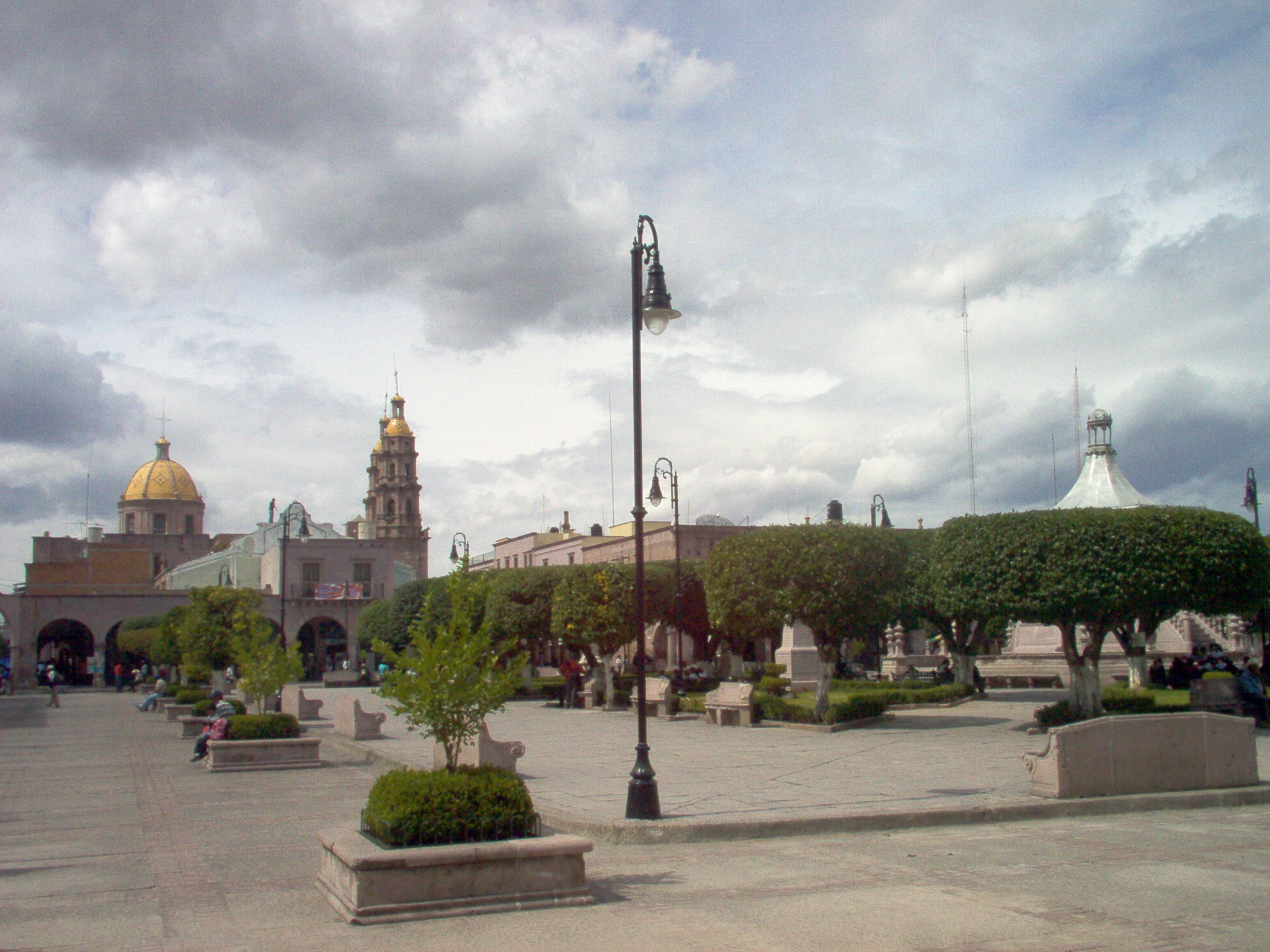
Plaza de San Miguel el Alto, se puede apreciar el templo de San Miguel Arcángel al fondo y el kiosko.

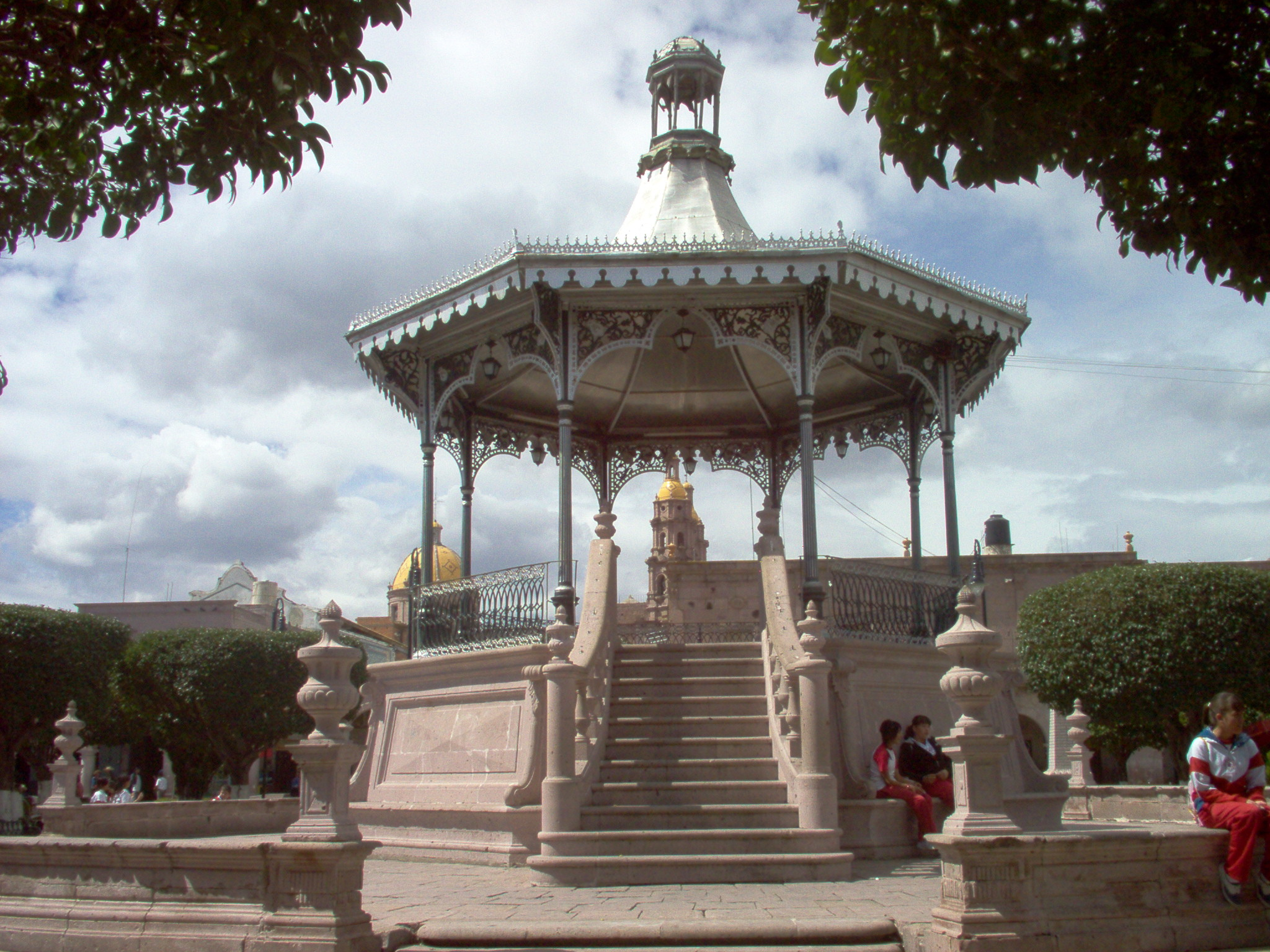
Kiosko en el centro de la plaza de armas "Ramón Corona".

Plaza de la ciudad con amplias jardineras, en el centro se encuentra un kiosko, el segundo en la ciudad terminado en 1910-1912, en honor al centenario de la independencia.
Esta plaza es Patrimonio Arquitectónico de la Nación, hecha completamente de cantera rosa y llamativa por su característica de tener a sus 4 lados, complejos portales, y eso la convierte en la única plaza de armas en todo México con esta característica.

### Rotonda del Bicentenario

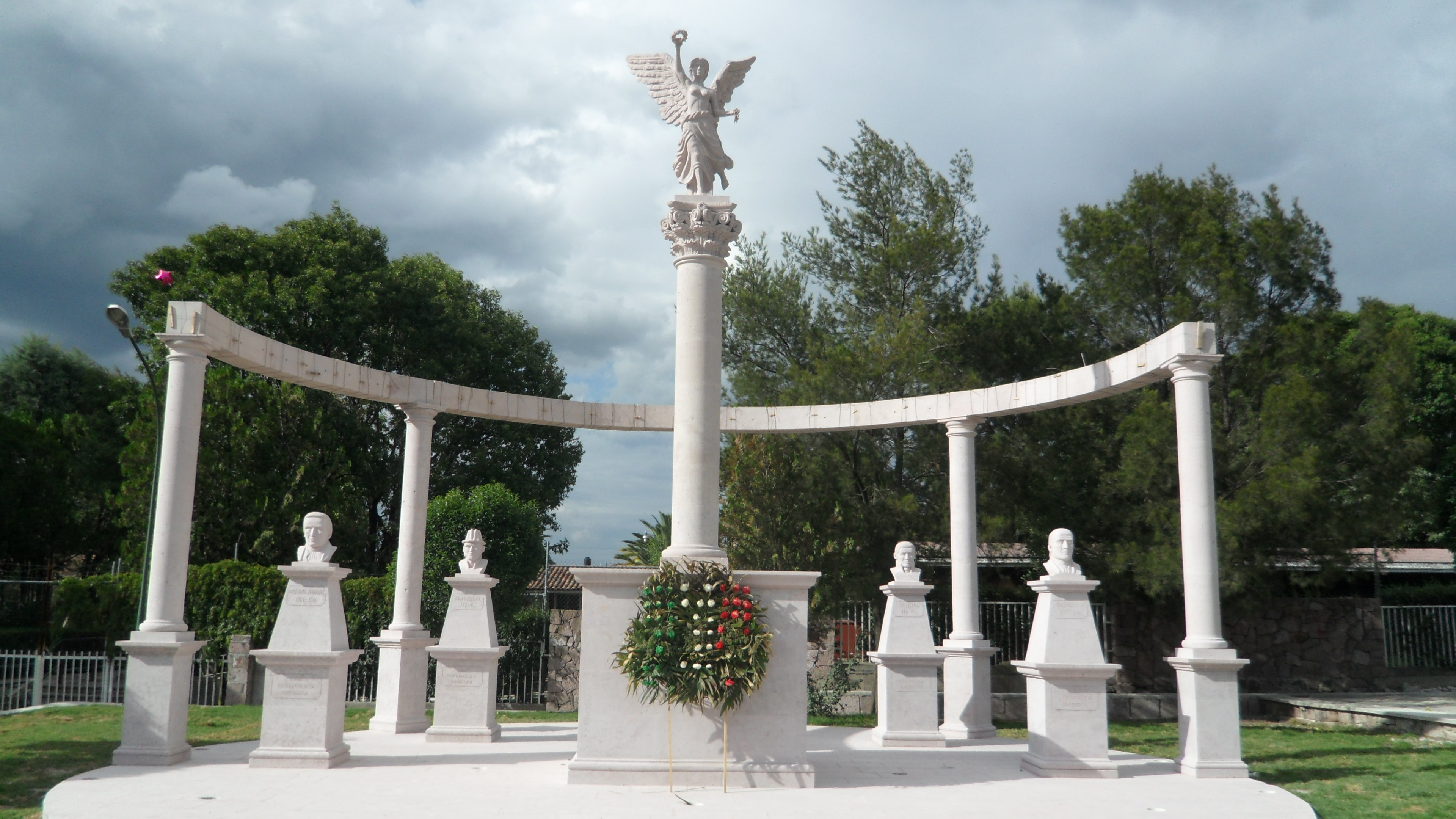
Rotonda del Bicentenario, en frente de la "ETA"

Es un monumento al Bicentenario de la Independencia de México, hecho en cantera rosa, inaugurado el 15 de septiembre del 2010, en frente de la Escuela Secundaria Técnica #25.
Las esculturas (de Izquierda a derecha) son las siguientes:
- José Mariano Jiménez
- Juan Aldama
- Ignacio Allende
- Miguel Hidalgo y Costilla

Y en el centro de estos se aprecia una réplica a cantera rosa del Ángel de la Independencia.

## Arte y Cultura
La ciudad de San Miguel el Alto, es cuna de diversos artistas representantes de variadas disciplinas tales como teatro, danza, canto, actuación, pintura, etc. que convierten poco a poco a la joya arquitectónica de los Altos como un icono regional de arte y cultura.

### Teatro, libros y danza folklórica
- El municipio cuenta con un grupo de teatro llamado ''Grupo Teatral Alighieri", creado por el Lic. José Luis Moreno Martínez, desde hace más de 25 años, quien instauró la semana cultural en San Miguel el Alto, creando además una serie de libros a beneficio de su pueblo, y del asilo que se estaba construyendo. Además de la creación de la escuela taurina, precedida por el junto a un equipo de aficionados y toreros de la localidad.

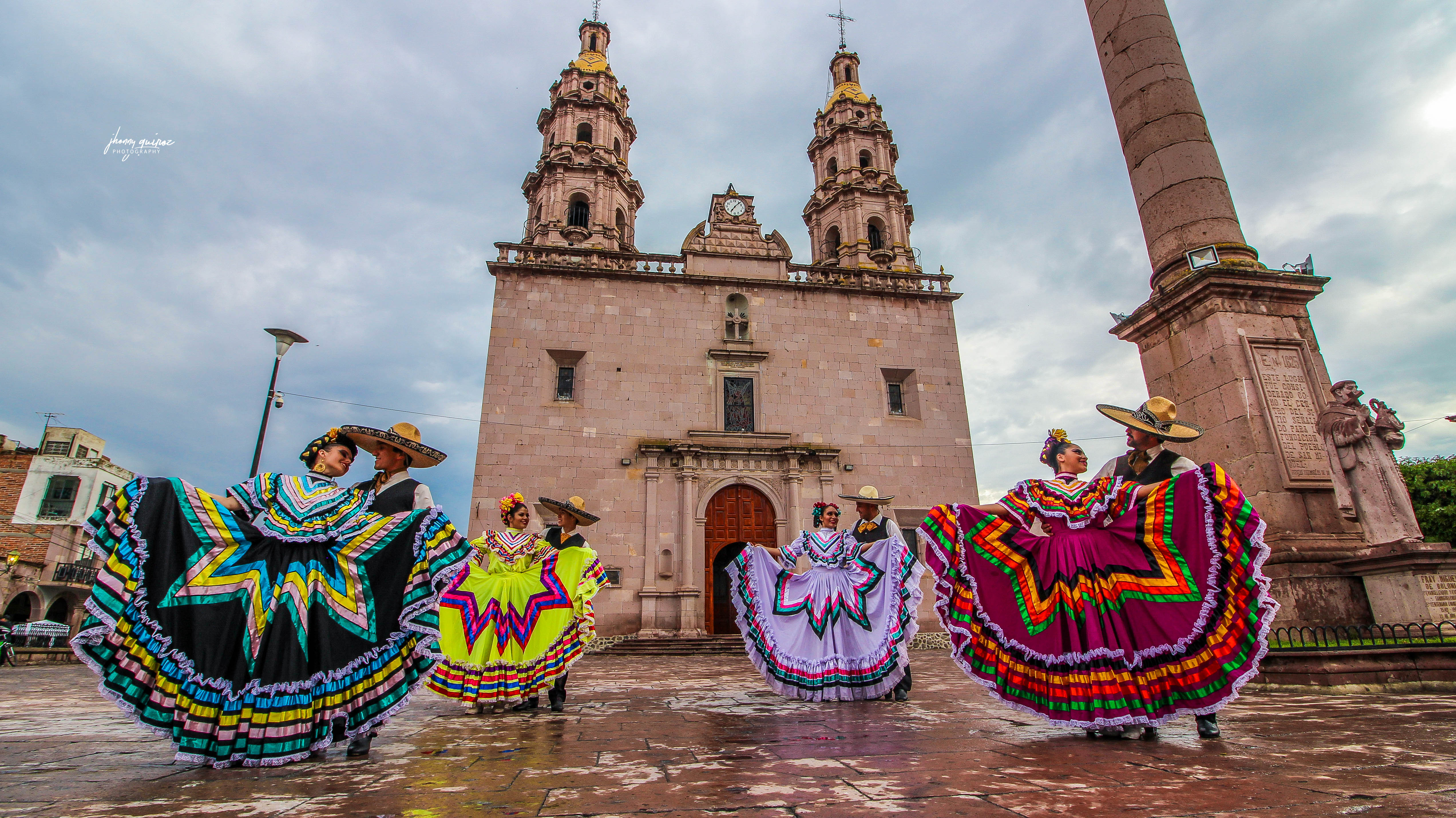
Integrantes de la Academia de Baile "Temachtiani" de San Miguel el Alto frente a la Parroquia de San Miguel Arcángel.

- Además con el ballet de la casa de la cultura "El ballet folklórico Atoyanalco", el cual es reconocido como uno de los mejores del estado y es quien le da realce a muchísimos eventos dentro y fuera de la región, también ha representado a este bello municipio en diferentes partes del estado de Jalisco, así como en los estados de Michoacán, Durango, Oaxaca, Veracruz; de igual manera a nivel internacional en EE. UU. y Canadá. Integrantes de la Academia de Baile "Temachtiani" de San Miguel el Alto frente a la Parroquia de San Miguel Arcángel.Es casa de la Academia de Baile "Temachtiani" de San Miguel el Alto, agrupación que forma parte de la Compañía Alteña de Danza Folklórica "Temachtiani-Cristeros". Grupo independiente dedicado a la Danza Folklórica Mexicana que desde el año 2010 ha representado al municipio en diversos eventos artísticos en el interior del estado de Jalisco, así como en los estados de Hidalgo (2013), Coahuila (2014), Veracruz (2015) y Tlaxcala (2016); de igual manera en los países de Colombia (2015) y El Salvador (2018). Organizadores del Festival Internacional del Folklore "Culturas Unidas por la Danza", que es el principal evento de Danza Folklórica del municipio desde el año 2011.

## Fiestas y tradiciones

### Fiestas populares
- Las Fiestas Patronales o la Feria "Sanmifest" de San Miguel Arcángel se llevan a cabo del 15 al 30 de septiembre, con carreras de caballos, serenatas, bailes populares, fuegos artificiales, juegos mecánicos, espectáculos artísticos y culturales y elección de reina, en 1999 fue bautizada como "La Feria de Jalisco".
- Se celebran también las fiestas de la Virgen de Guadalupe en "La Canteria" que terminan el 12 de diciembre.
- Las fiestas del Señor San José terminando el 19 de marzo.
- En cuanto a festividades cívicas sobresale el Grito de Dolores en la plaza la noche del 15 de septiembre, el 16 de septiembre con un desfile y otro el 20 de noviembre en conmemoración a la Revolución Mexicana.
- Es la principal sede del Festival Internacional del Folklore "Culturas Unidas por la Danza" organizado por la Compañía Alteña de Danza Folklórica "Temachtiani-Cristeros", (Academia de Baile "Temachtiani" de San Miguel el Alto) evento realizado cada año en los primeros días del mes de agosto, el cuál, durante sus 5 días de actividades, recibe grupos de danza folklórica del interior del país y el extranjero para dar a conocer en la región las tradiciones folklóricas de cada pueblo participante, así como fomentar e incluir el arte en la población alteña. En su último día de actividades de realiza el Desfile Culturas Unidas y el ya tradicional Monumental Jalisciense en la Plaza Principal Ramón Corona de San Migue el Alto.

### Tradiciones y costumbres
En Semana Santa se realiza un Via crucis viviente de calidad, primero el Jueves Santo se representan los últimos momentos de Jesús como la oración en el Huerto de los Olivos, La Última Cena, la Traición de Judas y su detención, entre otras escenas; después el Viernes Santo se realiza el famoso Vía Crucis por las calles de la Ciudad hasta llegar a la plaza de toros "Carmelo Pérez" y posteriormente su Crucifixión, en esa noche, se realiza la "Marcha del Silencio".
Al igual los festejos de Día de muertos.

#### La Serenata
Esta especial tradición consiste en reunirse cada domingo en la plaza principal al caer la luz del sol, los hombres en el sentido del reloj y las mujeres caminan en sentido opuesto en torno al kiosco. Los hombres ofrecen flores a las bellas mujeres quienes halagadas pueden aceptarlas o esperar a su hombre ideal combate de flores, la flor tradicional es la gardenia sin embargo pueden ofrecerse otras variedades como rosas y girasoles dependiendo de la época, si la bella joven acepta la flor del apuesto galán, en el siguiente encuentro de su recorrido dentro de la plaza este hombre puede acercarse y solicitar le permita acompañarla durante su recorrido, del mismo modo ella tiene la libertad de aceptar o rechazar la solicitud, si ella acepta, al final de la velada él puede preguntar si la puede acompañar a su casa, para resguardarla de cualquier peligro y por supuesto continuar conociéndose, si la respuesta es positiva entonces hay un compromiso y esperanza de que esta nueva relación pueda prosperar.

## Leyendas

### Cerro de Cristo Rey
Cuenta la leyenda que en el cerro de Cristo Rey cada Jueves Santo aparece y se abre un acceso a los túneles cristeros. Dentro se dice que se encuentran pertenencias valiosas y oro. Si el que entra no sale rápidamente la puerta se cerrará dejándolo atrapado hasta el próximo Jueves Santo.

### San Miguel Arcángel en la Guerra Cristera
Cuenta la leyenda que un día hubo una confrontación entre fuerzas del gobierno y cristeros en la parroquia de San Miguel Arcángel. Los cristeros disparaban y se defendían dentro del templo. Entonces cuando la batalla se veía perdida, se dice que un guerrero montado en un caballo blanco atacó a los enemigos, y logró que la batalla terminara. Desde entonces se afirma que aquel guerrero fue el mismo San Miguel.

### El Chan
Cuenta la leyenda que por calle Fray Miguel de Bolonia, existía una criatura a quien todos llamaban "el Chan". Aquella criatura cuando la noria tenía poca agua, le ofrecía a los niños como sacrificio para que no se acabara el agua.
Pero que también se aparecía en el río, en la Privada Macias, cerca de la Plaza de Toros. Muchas personas cuentan haberlo visto y otras dicen que solo se iba si se rezaba el Padre Nuestro al revés. Las personas que lo vieron cuentan que tenía forma de un humano, pero la piel tenía apariencia de escamas, como si fuera un pez.